# Мужіївська золотовидобувна фабрика
Мужі́ївська золотовидобувна́ фа́брика — перша українська золотовидобувна (золотозбагачувальна) фабрика.

## Технологічний опис
За проектом фабрики вузол дроблення руди складається з двох операцій: середнього дроблення в щоковій дробарці ШДС 400×900 (максимальна грудка у живленні 300 мм, максимальна грудка на виході — 60 мм) і дрібного дроблення в конусній дробарці КСД — 600, що працює в замкнутому циклі з грохотом. Кінцевий продукт вузла дроблення — руда служить живленням вузла подрібнення та збагачення.
Вузол подрібнення та збагачення за проектом фабрики включає: подрібнення вихідної руди та вилучення золота з частини (25 %) циркуляційного навантаження операції подрібнення й знешламлювання руди (за класом 0,02 мм) з подальшим збагаченням її на концентраторі Нельсона. Кінцева крупність подрібнення — 80% класу −0,074 мм.

## Власність
Від початку заснування Мужієвське родовище поліметалічних руд перебувало в управлінні державної компанії «Закарпатполіметали». Було кілька спроб залучити іноземних інвесторів для розвитку проекту в Мужієві. 2003 року австралійський інвестор Крістофер Баркер разом з канадійським компаньйоном, українцем за походженням, Богданом Конецьким через компанію «Zakar Resources» отримали в компанії «Закарпатполіметали» частку 6,33 % та фінансували її поточну діяльність. 2007 року Богдан Конецкий заявляв про бажання збільшити частку до контрольної в обмін на інвестиції близько $65 млн., але домовленості з державними органами досягнуто не було. Фабрика припинила діяльність, а 2010 року було оголошено про банкрутство компанії «Закарпатполіметали».
Влітку 2016-го року міжнародна інвестиційна компанія «Avellana Gold» придбала 100% акцій «Карпатської рудної компанії». Генеральний директор «Avellana Gold» — громадянин США Брайан Ч. Севедж (англ. Brian C Savage). Працює в гірничодобувній галузі з початку 90-их. Починав з фінансування золотих копалень на заході США, а згодом розвивав проекти в Казахстані та Африці. У липні 2019 року голова українського представництва компанії «Avellana Gold» Андрій Смолін розповів про плани компанії щодо розбудови фабрики.

## Відновлення
У 2016 році компанія Avellana Gold відновила реалізацію проекту Мужіївського родовища на Закарпатті. Прогнозований загальний обсяг інвестицій — близько 140 млн дол.
З 2016 р. по 2019 р. фахівцями підготовлено геологічні звіти, оцифровано геологічну інформацію, а також під керівництвом англійських геологів компанії Wardell Armstrong розроблено 3D-модель родовища та концепцію його розробки згідно з сучасними технологіями.
У 2019 році компанія завершила будівництво нової гравітаційної збагачувальної фабрики потужністю переробки до 300 тис. тонн руди на рік. Також розпочала перший етап розвитку родовища — екологічний проект. Він включає переробку відвалів, які залишилися на території Мужіївського родовища від діяльності попередніх підприємств та накопичувалися протягом майже 30 років. Відвали містять сульфідні мінерали заліза, свинцю і цинку, що негативно впливають на довкілля, в першу чергу — на поверхневі води. Кількість відвалів складає близько 130 тис. тонн.
Avellana Gold розробила екологічно чисту технологію переробки. Завдяки технологічній схемі відвали будуть очищені від важких металів на 85-90 %, а замкнутий цикл виробництва дозволить повторно використовувати 85% води від потрібної кількості.
У 2020 році компанія Avellana Gold відновила роботу фабрики та завершила комп'ютерне моделювання верхньої частини розрізу Мужіївського родовища, щоб максимально достовірно підрахувати кількість запасів різних руд, залишених в надрах попереднім надрокористувачем, який видобував у 2000-2006 роках. Також важливо було визначити якість руд та можливість їх видобутку.